# Xylophanes kaempferi
Xylophanes kaempferi is een vlinder uit de familie van de pijlstaarten (Sphingidae). De wetenschappelijke naam van de soort werd in 1931 gepubliceerd door Benjamin Preston Clark.